# Scaptodrosophila scutellaris
Scaptodrosophila scutellaris är en tvåvingeart som först beskrevs av Oswald Duda 1929.  Scaptodrosophila scutellaris ingår i släktet Scaptodrosophila och familjen daggflugor. Inga underarter finns listade i Catalogue of Life.